# Stimmkreis Regen, Freyung-Grafenau
Der Stimmkreis Regen, Freyung-Grafenau (Stimmkreis 207) ist ein Stimmkreis in Niederbayern. Er umfasst den Landkreis Regen sowie die Städte Freyung, Grafenau und die Gemeinden Eppenschlag, Fürsteneck, Hinterschmiding, Hohenau, Innernzell, Mauth, Neuschönau, Perlesreut, Philippsreut, Ringelai, Saldenburg, Sankt Oswald-Riedlhütte, Schöfweg, Schönberg, Spiegelau, Thurmansbang, Zenting des Landkreises Freyung-Grafenau. In dieser Form existiert er seit der Landtagswahl vom 21. September 2003, als er aus dem Stimmkreis Regen und dem westlichen Teil des Stimmkreis Freyung-Grafenau gebildet wurde.

## Landtagswahl 2023
Zur Landtagswahl 2023 traten folgende Parteien und Direktkandidaten im Stimmkreis Regen, Freyung-Grafenau an und erzielten folgende Ergebnisse:
| Nr. | Direktkandidat      | Partei       | Erststimmen in % | Gesamtstimmen in % |
| --- | ------------------- | ------------ | ---------------- | ------------------ |
| 1   | Stefan Ebner        | CSU          | 34,2             | 32,8               |
| 2   | Toni Schuberl       | GRÜNE        | 4,5              | 4,3                |
| 3   | Martin Behringer    | Freie Wähler | 23,0             | 29,0               |
| 4   | Oskar Atzinger      | AfD          | 22,8             | 21,8               |
| 5   | Josef Süß           | SPD          | 3,8              | 3,8                |
| 6   | Alexander Muthmann  | FDP          | 6,9              | 4,0                |
| 7   | Annekathrin Winzker | LINKE        | 0,8              | 0,7                |
| 8   | Thomas Pfeffer      | BP           | 1,6              | 1,3                |
| 9   | Michael Köberl      | ÖDP          | 1,6              | 1,6                |
| 10  | -                   | V-Partei³    | -                | 0,1                |
| 11  | Lothar Wandtner     | dieBasis     | 0,8              | 0,6                |

Neben dem erstmals direkt gewählten Stimmkreisabgeordneten Stefan Ebner (CSU) wurden der FW-Kandidat Martin Behringer, der Grünen-Kandidat Toni Schuberl, sowie der AfD-Kandidat Oskar Atzinger über die jeweiligen Bezirkslisten ihrer Parteien in der Landtag gewählt.

## Landtagswahl 2018
Bei der Landtagswahl 2018 waren im Stimmkreis 104.474 Einwohner wahlberechtigt. Die Wahl hatte folgendes Ergebnis:
| Direktkandidat           | Partei           | Erststimmen in % | Gesamtstimmen in % | Veränderung der Gesamtstimmen im Vergleich zur Landtagswahl 2013 in % |
| ------------------------ | ---------------- | ---------------- | ------------------ | --------------------------------------------------------------------- |
| Max Gibis                | CSU              | 37,9             | 38,0               | − 10,7                                                                |
| Bettina Blöhm            | SPD              | 5,7              | 6,2                | − 7,8                                                                 |
| Manfred Eibl             | Freie Wähler     | 14,4             | 16,2               | − 1,0                                                                 |
| Jens Schlüter            | GRÜNE            | 9,9              | 8,5                | + 4,0                                                                 |
| Alexander Muthmann       | FDP              | 8,6              | 7,3                | + 2,4                                                                 |
| Johannes Spielbauer      | LINKE            | 1,8              | 1,8                | + 0,2                                                                 |
| Manuel Georg Schindlbeck | BP               | 3,7              | 3,6                | + 0,6                                                                 |
| Michael Köberl           | ÖDP              | 1,4              | 1,4                | − 0,6                                                                 |
| -                        | PIRATEN          | -                | 0,1                | −1,5                                                                  |
| Johann Müller            | AfD              | 16,6             | 16,2               | + 16,2                                                                |
| -                        | mut              | -                | 0,1                | + 0,1                                                                 |
| -                        | Tierschutzpartei | -                | 0,4                | + 0,4                                                                 |
| -                        | V-Partei³        | -                | 0,1                | + 0,1                                                                 |

Neben dem erstmals direkt gewählten Stimmkreisabgeordneten Max Gibis (CSU) wurden der FW-Kandidat Manfred Eibl und der FDP-Kandidat Alexander Muthmann über die jeweiligen Bezirkslisten ihrer Parteien in der Landtag gewählt.

## Landtagswahl 2013
Bei der Landtagswahl 2013 waren 105.059 Einwohner wahlberechtigt. Die Wahlbeteiligung betrug 57,3 %. Die Wahl hatte folgendes Ergebnis:
| Direktkandidat     | Partei       | Erststimmen in % | Gesamtstimmen in % | +/- Gesamtstimmen ggü. 2008 in %-P. |
| ------------------ | ------------ | ---------------- | ------------------ | ----------------------------------- |
| Helmut Brunner     | CSU          | 49,5             | 48,7               | + 4,6                               |
| Robert Sommer      | SPD          | 14,7             | 14,0               | - 1,3                               |
| Alexander Muthmann | Freie Wähler | 19,7             | 17,2               | + 1,9                               |
| Stefan Salomon     | GRÜNE        | 3,2              | 4,5                | + 0,8                               |
| Gerhard Drexler    | FDP          | 2,9              | 4,9                | - 2,2                               |
| Boris Stetzuhn     | LINKE        | 1,5              | 1,6                | - 4,0                               |
| Hans-Peter Kirmis  | ÖDP          | 1,7              | 2,0                | - 1,1                               |
| Hermann Bittmann   | REP          | 0,7              | 0,7                | - 1,3                               |
| Gerhard Gregori    | NPD          | 1,6              | 1,6                | - 0,1                               |
| Hans Kapfer        | BP           | 2,9              | 3,0                | + 1,1                               |
| Otto Pittner       | PIRATEN      | 1,5              | 1,6                | n.k.                                |

Neben dem Stimmkreisabgeordneten Helmut Brunner (CSU) wurde Alexander Muthmann (FWG) über die Liste in den Landtag gewählt.

## Landtagswahl 2008
Bei der Landtagswahl 2008 waren 106.137 Einwohner wahlberechtigt. Die Wahlbeteiligung betrug 49,2  %. Die Wahl hatte folgendes Ergebnis:
| Direktkandidat     | Partei       | Erststimmen in % | Gesamtstimmen in % | Veränderung der Gesamtstimmen im Vergleich zur Landtagswahl 2003 in % |
| ------------------ | ------------ | ---------------- | ------------------ | --------------------------------------------------------------------- |
| Helmut Brunner     | CSU          | 40,0             | 44,1               | - 21,1                                                                |
| Robert Sommer      | SPD          | 17,5             | 15,3               | + 0,5                                                                 |
| Susanne Keilhauer  | GRÜNE        | 3,4              | 3,7                | - 0,1                                                                 |
| Alexander Muthmann | Freie Wähler | 18,6             | 15,3               | + 10,7                                                                |
| Gerhard Drexler    | FDP          | 7,7              | 7,1                | + 5,4                                                                 |
| Hermann Bittmann   | REP          | 1,9              | 2,0                | - 2,2                                                                 |
| Hans-Peter Kirmis  | ödp          | 2,6              | 3,1                | - 1,2                                                                 |
| Rudolf Ambros      | BP           | 1,2              | 1,9                | + 0,5                                                                 |
| -                  | BüSo         | -                | -                  | 0,0                                                                   |
| Bernd Irmler       | LINKE        | 5,4              | 5,6                | + 5,6                                                                 |
| -                  | VIOLETTE     | -                | 0,1                | + 0,1                                                                 |
| Gerhard Gregori    | NPD          | 1,7              | 1,7                | + 1,7                                                                 |

Neben dem Stimmkreisabgeordneten Helmut Brunner (CSU) wurde Alexander Muthmann (FWG) über die Liste in den Landtag gewählt.